# Lord Haliburton of Dirleton
Lord Haliburton of Dirleton (auch Lord Dirleton) war ein erblicher britischer Adelstitel (Lordship of Parliament) in der Peerage of Scotland.
Der Titel wurde vermutlich um 1450 von König Jakob II. an John Haliburton, Herr von Dirleton Castle, verliehen. Dieser wird erstmals in einer erhaltenen Urkunde vom 11. April 1450 mit diesem Titel benannt. Er war der älteste Sohn und Erbe des Treasurer of Scotland, Sir Walter Haliburton († 1447). Dass der Titel bereits seinem Vater verliehen worden war, gilt als unwahrscheinlich.
Als die männliche Nachkommenlinie des 1. Lords mit dem 5. Lord um 1506 ausstarb, fiel der Titel an dessen Tochter Janet Haliburton, die um 1515 William Ruthven, 2. Lord Ruthven, heiratete. Der Titel ging bei ihrem Tod um 1560 auf ihren Sohn, den 3. Lord Ruthven, über, der sich fortan Lord Ruthven and Dirleton nannte. Dessen Sohn wurde 1581 zum Earl of Gowrie erhoben, aber 1584 wegen Hochverrats geächtet und hingerichtet, womit ihm alle drei Adelstitel aberkannt wurden. Seinem Sohn wurden die Titel, auch der des Lord Dirleton, 1586 als 2. Earl wiederhergestellt. Dessen Nachfolger, der 3. Earl, wurde postum am 5. August 1600 wegen Hochverrats geächtet, womit die Titel rückwirkend zum Zeitpunkt seines Todes am 15. November 1600 erloschen.

## Liste der Lords Haliburton of Dirleton (um 1450)
- John Haliburton, 1. Lord Haliburton of Dirleton († um 1453)
- Patrick Haliburton, 2. Lord Haliburton of Dirleton († um 1459)
- George Haliburton, 3. Lord Haliburton of Dirleton († um 1490)
- James Haliburton, 4. Lord Haliburton of Dirleton († um 1504)
- Patrick Haliburton, 5. Lord Haliburton of Dirleton († um 1506)
- Janet Haliburton, 6. Lady Haliburton of Dirleton († um 1560) ⚭ William Ruthven, 2. Lord Ruthven, de iure uxoris 6. Lord Dirleton († 1552)
- Patrick Ruthven, 3. Lord Ruthven, 7. Lord Dirleton (um 1520–1566)
- William Ruthven, 1. Earl of Gowrie, 8. Lord Dirleton (um 1545–1584) (Titel verwirkt 1584)
- James Ruthven, 2. Earl of Gowrie, 9. Lord Dirleton (1575–1588) (Titel wiederhergestellt 1586)
- John Ruthven, 3. Earl of Gowrie, 10. Lord Dirleton (1576–1600) (Titel aberkannt 1600)